# Euzophera cinerosella
Euzophera cinerosella (Absintlichtmot) is een vlinder uit de familie snuitmotten (Pyralidae). De wetenschappelijke naam is voor het eerst geldig gepubliceerd in 1839 door Zeller.
De soort komt voor in Europa.
In Nederland werd de Absintlichtmot bij Breskens in een nachtvlinderval in de zomer van 2022 gevonden bij absintalsem.
1. ↑  Absintlichtmot: nieuw voor Nederland! Nature today 3 augustus 2022. Gearchiveerd op 6 december 2022.